# Montecchio (Darfo Boario Terme)
Montecchio is een plaats (frazione) in de Italiaanse gemeente Darfo Boario Terme. Het dorp ligt op de linkeroever van de Oglio.

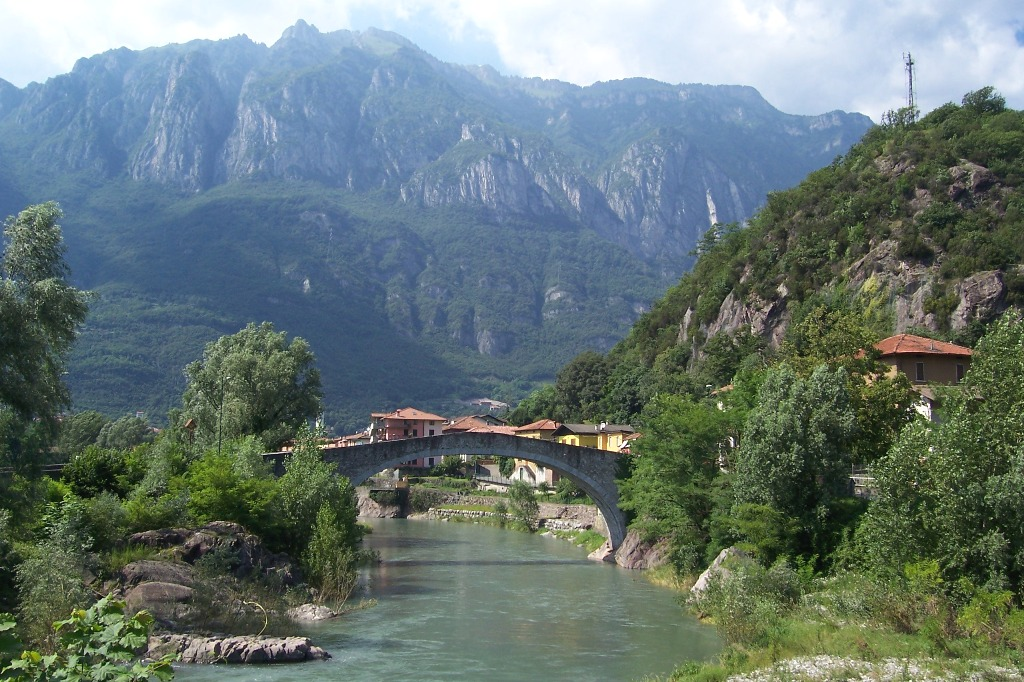
Brug in Montecchio